# Киевка (Татарский район)
Киевка — село в Татарском районе Новосибирской области. Административный центр Киевского сельсовета.

## География
Площадь села — 377 гектаров.

## Население
| 2002 | 2007 | 2010 |
| ---- | ---- | ---- |
| 717  | ↘708 | ↘685 |

## Известные уроженцы
Алешин Алексей Семенович Архивная копия от 4 августа 2016 на Wayback Machine — Заслуженный изобретатель РСФСР (1978 г.) . Награждён орденами Трудового Красного Знамени, «Знак Почета», медалями. 
В 1950—1981 гг. — на ОАО «Пермские моторы»: в 1959—1981 гг. – главный металлург.

## Инфраструктура
В селе по данным на 2007 год функционируют 1 учреждение здравоохранения и 2 учреждения образования.